# Ламберт, Дэвид
Дэвид Ламберт (англ. David Lambert, род. 29 ноября 1993, Батон-Руж, Луизиана, США) — американский актёр, наиболее известный по ролям Джейсона Ландерса в приключенческом сериале Disney XD «Настоящий Арон Стоун» и Брэндона Фостера в семейной драме Freeform «Фостеры».

## Фильмография
| Год       |   | Русское название        | Оригинальное название      | Роль            |
| --------- | - | ----------------------- | -------------------------- | --------------- |
| 2007      | с | Дом семейства Пэйн      | House of Payne             | Джален          |
| 2008      | с | Ясновидец               | Psych                      | Джей Джей       |
| 2008      | с | Красавчик/милашка       | Pretty/Handsome            | Боб в юности    |
| 2010      | с | Сынки Тусона            | Sons of Tucson             | Кван            |
| 2009—2010 | с | Настоящий Арон Стоун    | Aaron Stone                | Джейсон Ландерс |
| 2010      | ф | Один брат на весь отряд | Den Brother                | Дэнни Густаво   |
| 2012      | ф | Улыбка размером с Луну  | A Smile as Big as the Moon | Стив            |
| 2012      | с | Лонгмайер               | Longmire                   | Джейсон Леннокс |
| 2013      | ф | Спасатель               | The Lifeguard              | Джейсон         |
| 2013—2018 | с | Фостеры                 | The Fosters                | Брэндон Фостер  |
| 2019—2021 | с | Приятные хлопоты        | Good Trouble               | Брэндон Фостер  |
| 2021      | с | Всем встать             | All Rise                   | Тайлер Райт     |
| 2022      | с | Новый Амстердам         | New Amsterdam              | Такер           |

## Награды и номинации
| Год  | Премия             | Номинация             | Работа  | Итог      |
| ---- | ------------------ | --------------------- | ------- | --------- |
| 2014 | Teen Choice Awards | Лучший телеактёр лета | Фостеры | Номинация |
| 2015 | Teen Choice Awards | Лучший телеактёр лета | Фостеры | Номинация |
| 2016 | Teen Choice Awards | Лучший телеактёр лета | Фостеры | Номинация |
| 2017 | Teen Choice Awards | Лучший телеактёр лета | Фостеры | Номинация |